# ماتی میناچ
ماتی میناچ (انگلیسی: Matej Mináč؛ زادهٔ ۱ آوریل ۱۹۶۱) کارگردان فیلم اهل کشور اسلواکی است.